# محمد علي الحرز
الشيخ محمد بن علي بن حسن الحرز عالم دين شيعي. كاتب سعودي وباحث متخصص في تحقيق تراث الأحساء. حاز الباحث الحرز على جائزة الشيخ محمد بن سلمان الهاجري للعطاء العلمي لعام 2007م. وقد كرم الحرز في ملتقى جواثا الثقافي الأول المنعقد في نادي الأحساء الأدبي في 2009م. وهو عضو هيئة تحرير في مجلة الواحة. وهو من مواليد 1968م في الهفوف بالأحساء.

## العمل
- أستاذ اللغة العربية في المدارس الحكومية في الأحساء.
- عضو هيئة تحرير في مجلة الواحة.
- كاتب وباحث ومؤرخ مختص في تحقيق التراث الأحسائي.

## التعليم
- بكالوريوس في اللغة العربية من جامعة الملك عبد العزيز بجدة، في 2003م.
- تخرج من الحوزة العلمية في الأحساء في أول دفعة في النظام الجديد بتقدير ممتاز سنة 2001م.

بدأ دراسته الدينية سنة 1985م في إيران، ثم درس في سوريا، ثم درس في الحوزة العلمية في الأحساء عام 1992م وتخرج منها عام 2001م.

## أساتذته
تتلمذ الشيخ الحرز على أيدي عدد من الأعلام ومنهم:
| - الشيخ محمدي البامياني الأفغاني في (تجريد الاعتقاد). - الشيخ الناصري الأفغاني في (الرسائل). - الشيخ عبد الله الدندن في (المكاسب). - الشيخ حسين العايش في (تجريد الاعتقاد، ورالسائل). - الشيخ جواد الدندن في (الرسائل). - السيد هاشم بن السيد محمد السلمان في (المكاسب). - السيد عبد الله بن السيد هاشم العلي في (المكاسب). - الشيخ علي الدهنين في (نهاية الحكمة). |

## الكتب المطبوعة
له عدد من الكتب التاريخية والتراثية والأدبية وسير الأعلام.
ومن كتبه المطبوعة:
- أحسائيون مهاجرون، ط1، 2010م.

أحسائيون مهاجرون

هذا الكتاب عبارة عن تتبع للعائلات الأحسائية الذين هاجروا إلى بعض الدول المجاورة. وركز الباحث دراسته على المهاجرين إلى العراق وإيران بصورة أخص.
- الشيخ باقر أبو خمسين: علم وعطاء وأدب، ط2، 2011م.

الشيخ باقر أبو خمسين: علم وعطاء وأدب

يتناول الكاتب في هذا الكتاب السيرة الذاتية للشيخ باقر وتبلور شخصيته العلمية. ومن ثم نعرض الباحث الحياة الاجتماعية في النجف والأحساء، وأدائه في منصب القضاء. وأفرد فصلا خاصا بآثاره العلمية.
- التعليم التقليدي المطوع في الأحساء، ط1، 2001م.

التعليم التقليدي المطوع في الأحساء

في هذا الكتاب قدم الكاتب نبذة عن التعليم التقليدي الذي يعرف بـ (المطوع)، وهو يعتبر جزء من تراث الأحساء.
- العلامة السيد ناصر السلمان.. الزهد عندما يتجسد، ط1، 2004م.

تناول الكاتب في هذا الكتاب حياة السيد ناصر بن السيد هاشم بن السيد محمد السلمان مع ذكر ترجمة لأعلام أسرته آل السلمان، وجوانب من حياته العلمية، ونشاطه الاجتماعي، وأعطى البعد الأخلاقي في حياة السيد السلمان أهمية كبيرة حيث يشكل الجانب البارز من شخصيته.
- الشاعر علي الرمضان؛ طائر الأحساء المهاجر، ط1، 1993م.

الشاعر علي الرمضان؛ طائر الأحساء المهاجر

قام المؤلف في هذا الكتاب بالترجمة والتعريف بالشاعر، وتطرق لعدة جوانب من حياته وشعره وشيئاً من أدبه. كما أنه قام بالتعريف لبعض من أعلام المنطقة الشرقية ومعاصريه.
- العطاء العلمي والفقهي عند الشيخ محمد بن أبي جمهور الأحسائي، ط1، 2014م.

العطاء العلمي والفقهي عند الشيخ محمد بن أبي جمهور الأحسائي

تناول المؤلف في هذا الكتاب العطاء العلمي والفقهي عند الشيخ محمد بن أبي جمهور الأحسائي. وتكمن أهمية هذا الكتاب في كونه المفتاح والشفرة لفك رموز الحقبة العلمية التي عاشها ابن أبي الجمهور خلال القرنين التاسع والعاشر الهجري في منطقة الأحساء.
- أعلام الحرز من الماضين والمعاصرين، ط1، 1999م.

تناول الكاتب في هذا الكتاب التعريف بأسرة الحرز وذكر مواقع سكناهم والأسر التي تفرعت من العائلة ثم ترجم فيه لأعلام وفضلاء من الأسرة.

## البحوث
للشيخ الحرز عدة بحوث تراثية نشرت في عدد من المجلات والدوريات، وقد بلغت أكثر من عشرين بحثًا، وهذه عينة منها:
- الوقف في الأحساء: معالم وآفاق.[10]
- رواية الحديث عند الهجريين: بين الجرح والتعديل.[11]
- القضاء الجعفري في الأحساء.[12]